# Катастрофа Boeing 737 под Аддис-Абебой
Катастрофа Boeing 737 под Аддис-Абебой — крупная авиационная катастрофа, произошедшая в воскресенье 10 марта 2019 года в Эфиопии. Авиалайнер Boeing 737 MAX 8 авиакомпании Ethiopian Airlines совершал плановый рейс ET302 по маршруту Аддис-Абеба—Найроби, но через 7 минут после взлёта рухнул на землю около Дэбрэ-Зэйт (Оромия). Погибли все находившиеся на его борту 157 человек — 149 пассажиров и 8 членов экипажа.
Катастрофа рейса 302 остаётся крупнейшей (по числу погибших) в истории Эфиопии и гражданской авиации страны, входя в 100 крупнейших катастроф в истории авиации.
После катастрофы рейса 302 полёты всех самолётов Boeing 737 MAX 8 во всех странах были приостановлены до выяснения причин катастрофы; в ноябре 2020 года самолёты были снова допущены к эксплуатации.

## Самолёт
Boeing 737 MAX 8 (регистрационный номер ET-AVJ, заводской 62450, серийный 7243) был выпущен в 2018 году (первый полёт совершил 30 октября). 15 ноября того же года был передан авиакомпании Ethiopian Airlines. Оснащён двумя турбовентиляторными двигателями CFM International LEAP-1B. Ранее имел неисправности с системой MCAS. На день катастрофы совершил 382 цикла «взлёт-посадка» и налетал свыше 1330 часов.

## Экипаж и пассажиры
Состав экипажа рейса ET302 был таким:
- Командир воздушного судна (КВС) — 29-летний Яред Гетачеу (англ. Yared Getachew). Опытный пилот, в авиакомпании Ethiopian Airlines проработал 8 лет и 7 месяцев (с 23 июля 2010 года). В качестве второго пилота управлял самолётами Boeing 757, Boeing 767, Boeing 777 и Boeing 787. 26 октября 2017 года был повышен до командира Boeing 737-700/800 (до этого управлял ими в качестве второго пилота), став самым молодым КВС в Ethiopian Airlines; в должности командира Boeing 737 MAX 8 — с 3 июля 2018 года. Налетал 8122 часа, 1417 из них на Boeing 737 (103 из них на Boeing 737 MAX 8).
- Второй пилот — 25-летний Ахмеднур Мохаммед (англ. Ahmednur Mohammed). Неопытный пилот, устроился в авиакомпанию Ethiopian Airlines 12 декабря 2018 года (проработал в ней 2 месяца) на должность второго пилота Boeing 737 (737-700/800 и MAX 8). Налетал 361 час, 207 из них на Boeing 737 (56 из них на Boeing 737 MAX 8).

В салоне самолёта работали 6 стюардесс.
| Гражданство людей на борту | Гражданство людей на борту | Гражданство людей на борту | Гражданство людей на борту |
| Гражданство                | Пассажиры                  | Экипаж                     | Всего                      |
| -------------------------- | -------------------------- | -------------------------- | -------------------------- |
| Кения                      | 32                         | 0                          | 32                         |
| Канада                     | 18                         | 0                          | 18                         |
| Эфиопия                    | 9                          | 8                          | 17                         |
| Италия                     | 8                          | 0                          | 8                          |
| США                        | 8                          | 0                          | 8                          |
| Китай                      | 7                          | 0                          | 7                          |
| Франция                    | 7                          | 0                          | 7                          |
| Великобритания             | 7                          | 0                          | 7                          |
| Египет                     | 6                          | 0                          | 6                          |
| Германия                   | 5                          | 0                          | 5                          |
| Словакия                   | 4                          | 0                          | 4                          |
| Индия                      | 4                          | 0                          | 4                          |
| Швеция                     | 4                          | 0                          | 4                          |
| Австрия                    | 3                          | 0                          | 3                          |
| Россия                     | 3                          | 0                          | 3                          |
| Израиль                    | 2                          | 0                          | 2                          |
| Марокко                    | 2                          | 0                          | 2                          |
| Польша                     | 2                          | 0                          | 2                          |
| Испания                    | 2                          | 0                          | 2                          |
| Бельгия                    | 1                          | 0                          | 1                          |
| Джибути                    | 1                          | 0                          | 1                          |
| Индонезия                  | 1                          | 0                          | 1                          |
| Ирландия                   | 1                          | 0                          | 1                          |
| Мозамбик                   | 1                          | 0                          | 1                          |
| Непал                      | 1                          | 0                          | 1                          |
| Нигерия                    | 1                          | 0                          | 1                          |
| Норвегия                   | 1                          | 0                          | 1                          |
| Руанда                     | 1                          | 0                          | 1                          |
| Саудовская Аравия          | 1                          | 0                          | 1                          |
| Сербия                     | 1                          | 0                          | 1                          |
| Сомали                     | 1                          | 0                          | 1                          |
| Судан                      | 1                          | 0                          | 1                          |
| Того                       | 1                          | 0                          | 1                          |
| Уганда                     | 1                          | 0                          | 1                          |
| Йемен                      | 1                          | 0                          | 1                          |
| Тунис                      | 1                          | 0                          | 1                          |
| Гонконг                    | 1                          | 0                          | 1                          |
| Всего                      | 149                        | 8                          | 157                        |

На борту самолёта находились граждане 36 стран. Трое пассажиров были из России — двое работали в «Сбербанк Лизинг», ещё 1 был парашютным инструктором из Твери.
Среди пассажиров на борту самолёта находились:
- делегаты Ассамблеи ООН по окружающей среде, заседание которой было запланировано на 11 марта в Найроби;
- семья депутата словацкого парламента Антона Грнко[словац.] (супруга Бланка, сын Мартин и дочь Михала)[13];
- Себастьяно Туза[англ.], итальянский археолог[9];
- Пиус Адесанми[англ.], профессор Карлтонского университета[14].

## Катастрофа
Рейс ET302 вылетел из Аддис-Абебы в 08:38 EAT, на его борту находились 8 членов экипажа и 149 пассажиров.
Спустя 1 минуту после взлёта (в 08:39) КВС сообщил о проблемах с управлением, но решил продолжить полёт; через 3 минуты после взлёта (в 08:41) лайнер вышел на достаточное удаление от аэропорта и запросил разрешение на аварийную посадку в аэропорту Боле, в то время как авиадиспетчеры уже начали отправлять на второй круг другие садящиеся рейсы.
В 08:44 EAT метка рейса ET302 исчезла с экранов радаров, в этот момент лайнер находился на высоте около 2700 метров. Данные отслеживания полёта показали, что высота полёта рейса 302, а также его скорость набора высоты и снижения резко колебались. Рейс ET302 рухнул на землю на скорости 1126 км/ч, преодолев звуковой барьер. Катастрофа произошла недалеко от Дэбрэ-Зейт и в 50 километрах к юго-востоку от аэропорта Боле, а на месте падения образовался большой кратер глубиной 9 метров. Все 157 человек на его борту погибли.
Впоследствии несколько свидетелей заявили, что за самолётом тянулся белый дым, а сам лайнер незадолго до падения издавал странные звуки.

## Расследование
Расследование причин катастрофы рейса ET302 проводило Агентство гражданской авиации Эфиопии (ECAA). Компания «Boeing» заявила о своей готовности взаимодействовать с американским Национальным советом по безопасности на транспорте (NTSB) и оказывать содействие Ethiopian Airlines; Федеральное управление гражданской авиации США (FAA) также оказало содействие расследованию.
Оба бортовых самописца — речевой и параметрический — были найдены на месте катастрофы 11 марта. Вопреки запросу США, настаивавшего на отправке самописцев в США для исследования, руководство компании Ethiopian Airlines заявило СМИ, что они решили направить самописцы европейским экспертам. Представители Немецкого федерального бюро расследований авиационных происшествий (BFU) сообщили, что отказали в анализе содержимого самописцев в связи с отсутствием у них необходимого для этого программного обеспечения для данного типа самолёта.
Французское Бюро по расследованию и анализу безопасности гражданской авиации (BEA) выразило готовность исследовать данные бортовых самописцев рейса 302. В итоге 14 марта самописцы были доставлены в BEA для расшифровки.
17 марта министр транспорта Эфиопии Дагмавит Могес (англ. Dagmawit Moges) сообщила, что самописцы находятся в удовлетворительном состоянии, позволяющем извлечь имеющиеся в них данные почти полностью. По предварительным данным, согласно первым извлечённым данным параметрического самописца, они показывают высокую степень схожести с данными рейса Lion Air-610, разбившегося возле Джакарты. Власти Эфиопии планируют опубликовать более подробную информацию в течение месяца.
13 марта ФАА объявила, что, согласно новым уликам с места катастрофы и спутниковым данным рейса 302, самолёт мог испытывать проблемы аналогичные тем, которые привели к крушению самолёта рейса Lion Air-610. Следователи обнаружили, что винтовая передача, управляющая углом наклона горизонтального стабилизатора самолёта рейса 302, находилась в крайнем положении «на пикирование». Это говорит о том, что во время крушения плоскости хвостового горизонтального стабилизатора самолёта рейса 302 были переведены в режим резкого снижения, аналогично рейсу Lion Air-610. В связи с этими находками некоторые индонезийские эксперты рекомендовали Национальному комитету по безопасности на транспорте (NTSC) осуществлять более тесное сотрудничество со следователями по делу катастрофы рейса 302. Позднее NTSC предложил помощь группе следователей по делу рейса 302, заявив, что комитет планирует направить следователей и представителей правительства для содействия в расследовании.
19 марта министр транспорта США Элейн Чао направила меморандум Генеральному инспектору Департамента транспорта США с запросом на проведение аудита целей и этапов сертификации типа воздушного судна для Boeing 737 MAX 8. Компания «Boeing» запросила внесение изменений в сертификат типа в январе 2012 года и в итоге в марте 2017 года ФАА одобрило этот сертификат.
4 апреля два разных источника, знакомые со следствием, сообщили «ABS News», что самолёт мог получить повреждение датчика угла атаки при взлёте в результате столкновения с птицами или посторонним предметом и это могло привести к ошибочной активации системы MCAS. По информации тех же источников, с началом пикирования пилоты не пытались прекратить пикирование с помощью имеющихся электронных систем до выполнения аварийных процедур «убегающего стабилизатора» (отключение питания). Есть сведения, что пилоты пытались изменить положение стабилизатора с помощью механических средств, но вскоре снова активировали питание стабилизатора и до падения самолёта не смогли вывести его из пикирования.
Предварительный отчёт расследования ECAA был опубликован 4 апреля 2019 года.
«The Aviation Herald» сообщила, что версия раздела 2.6 Flight Operations Manual («Operational Irregularities»), используемого Ethiopian Airlines на момент катастрофы, была датирована 1 ноября 2017 года и не включала материалы бюллетеня эксплуатанта, выпущенного компанией «Boeing» 6 ноября 2018 года.
Окончательный отчет расследования был опубликован 23 декабря 2022 года.

## Последствия катастрофы
После катастрофы рейса ET302 авиакомпании приостановили эксплуатацию своих Boeing 737 MAX 8. Воздушное пространство для этого типа самолёта закрыли страны Евросоюза, а также Австралия, Малайзия, Сингапур, Оман, США и Россия. Котировки компании «Boeing» упали на 11%.
Также многие авиакомпании мира начали отказываться от уже заключенных с «Boeing» контрактов на поставку Boeing 737 MAX 8. Первой это сделала индонезийская авиакомпания Garuda Indonesia, начавшая переговоры об отмене заказа на поставку 49 самолётов Boeing 737 MAX 8.
После катастрофы рейса 302 производство, поставки и эксплуатация авиалайнеров Boeing 737 MAX 8 были временно приостановлены. 18 ноября 2020 года самолёты Boeing 737 MAX 8 снова были официально допущены к эксплуатации.

## Культурные аспекты
Катастрофа рейса 302 Ethiopian Airlines показана в 24 сезоне канадского документального телесериала Расследования авиакатастроф в серии Смертельная директива.